# Crupina
Crupina (Pers.) DC., 1810 è un genere di piante angiosperme dicotiledoni della famiglia delle Asteraceae.

## Descrizione

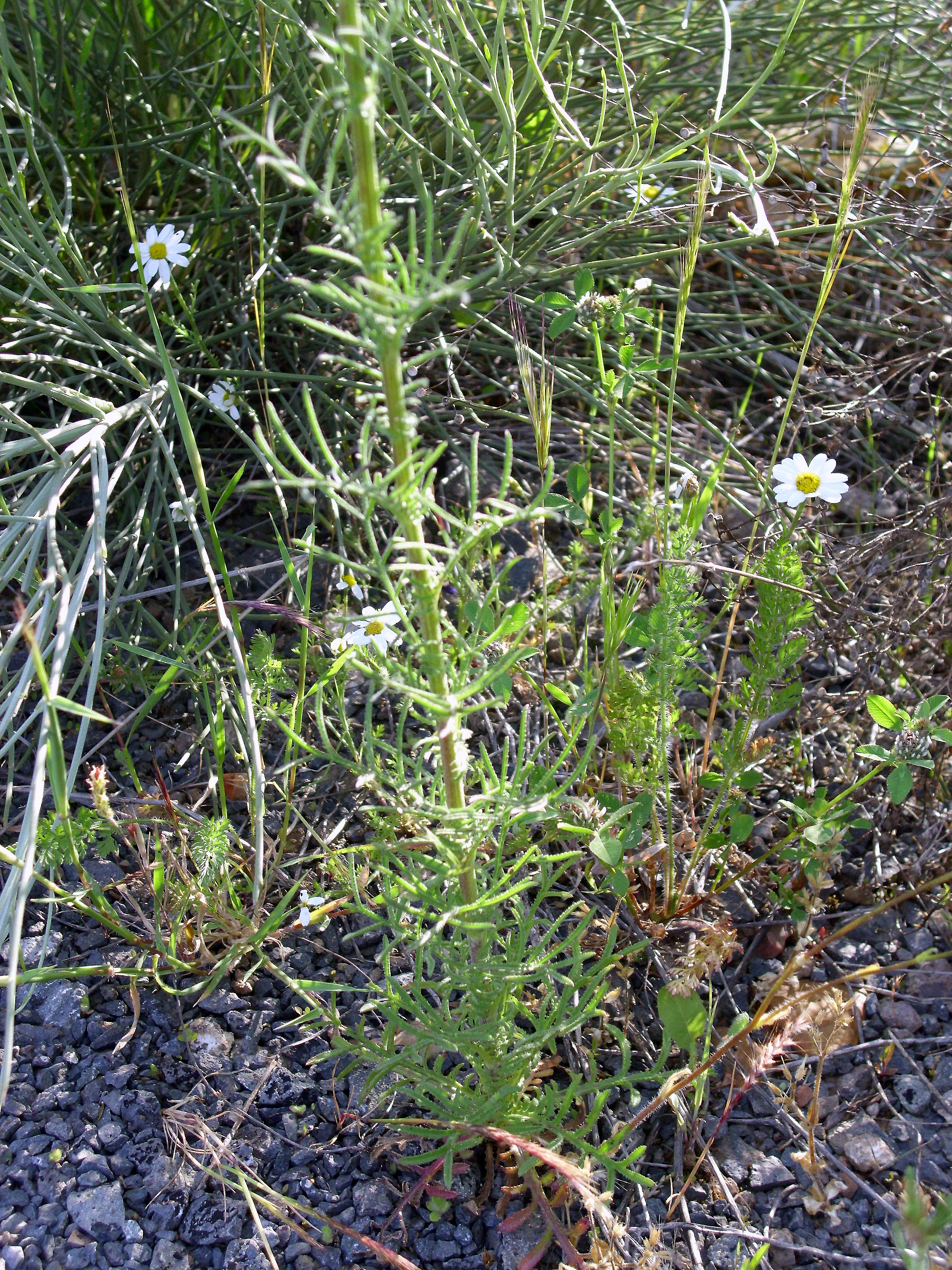
Il portamento
Crupina crupinastrum

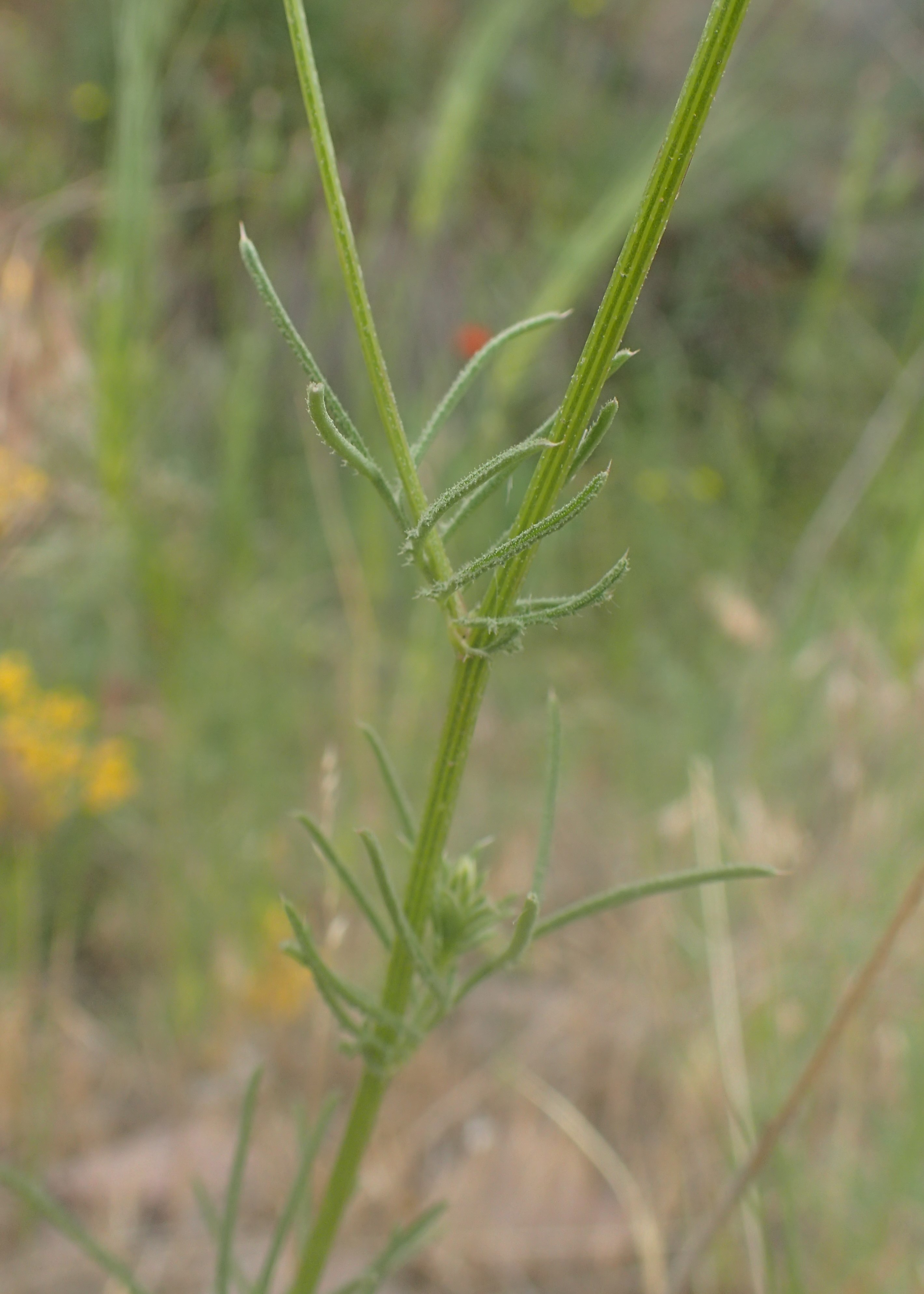
Le foglie
Crupina vulgaris

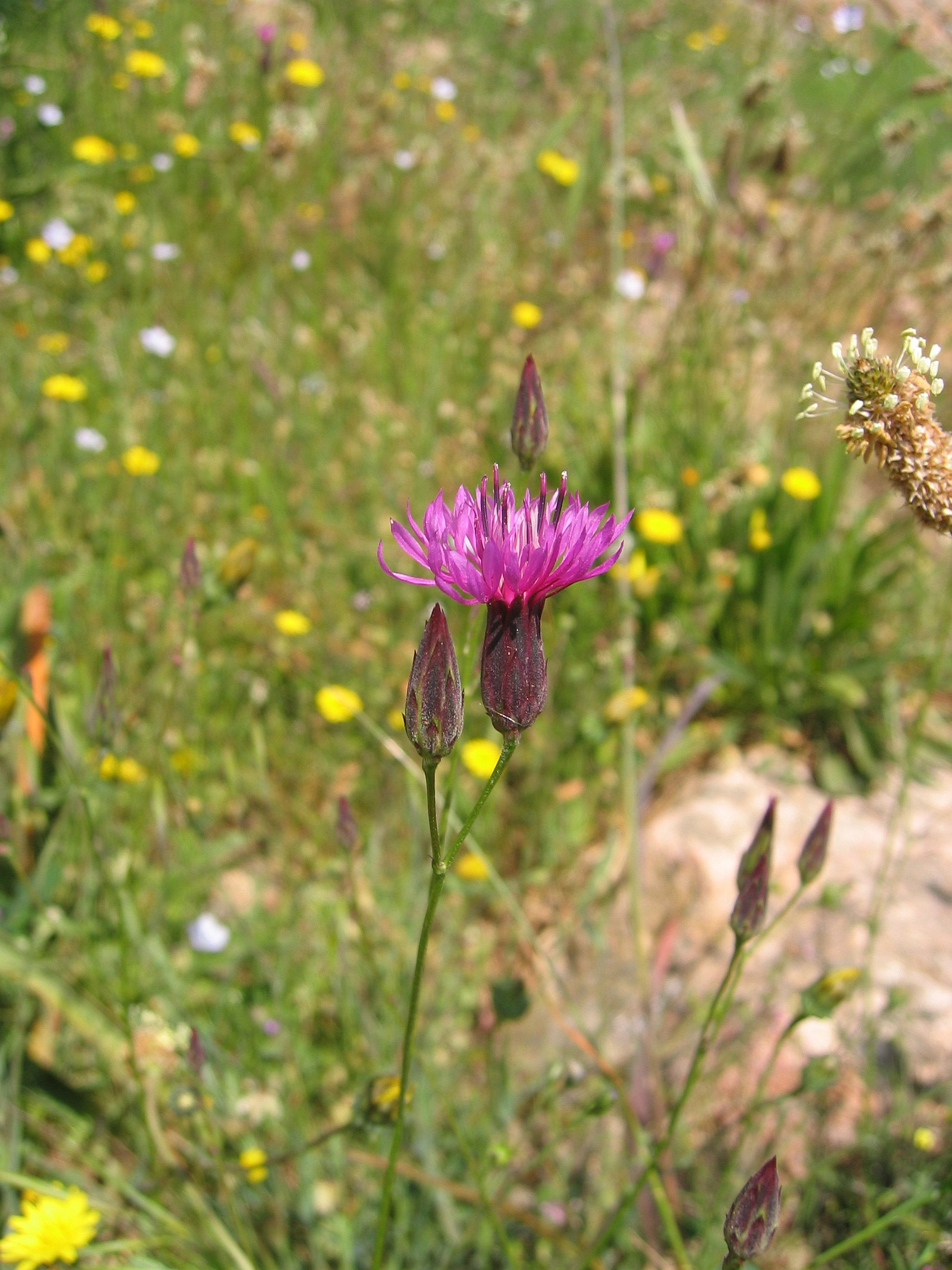
Infiorescenza
Crupina crupinastrum

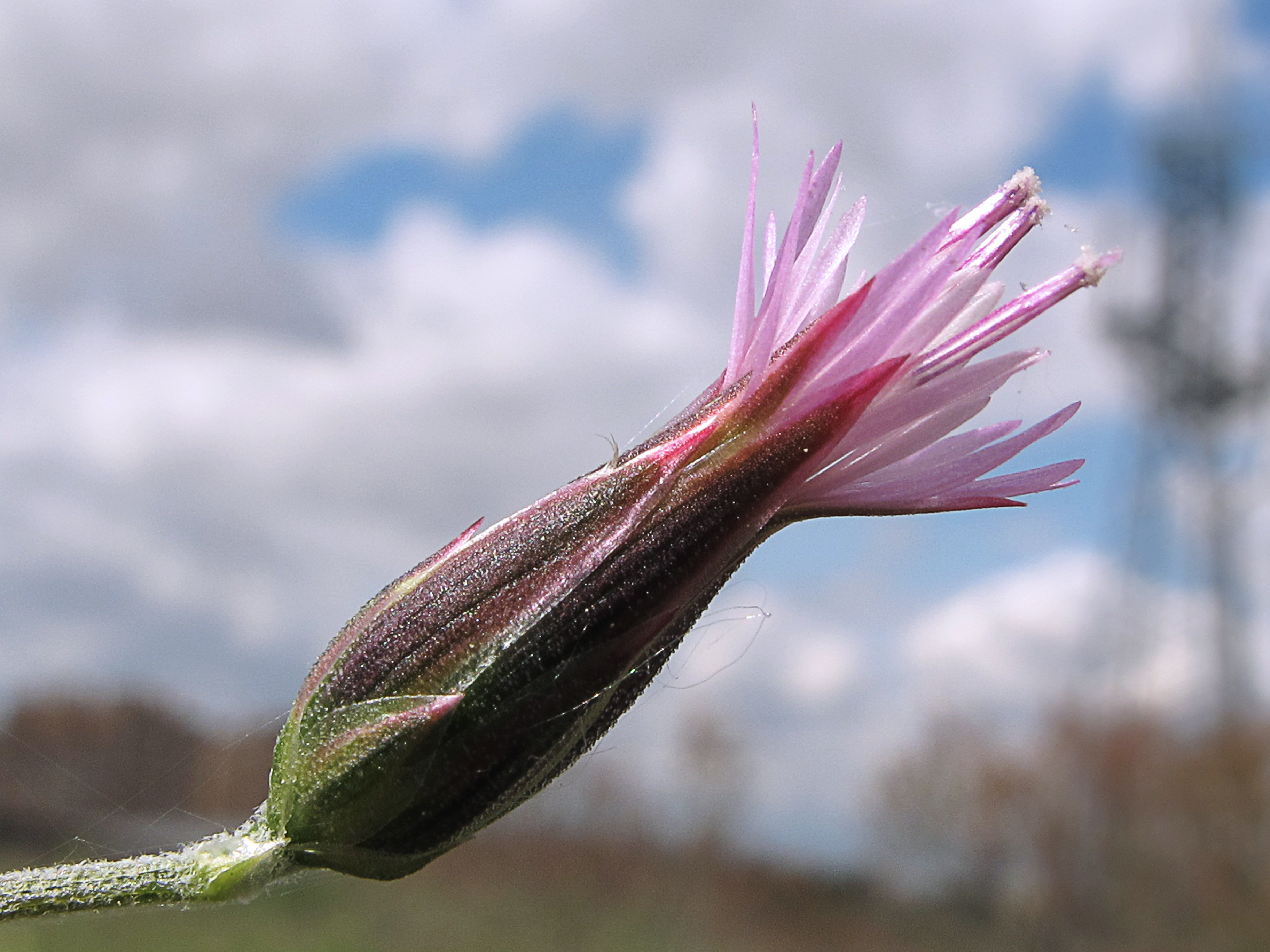
I fiori
Crupina vulgaris

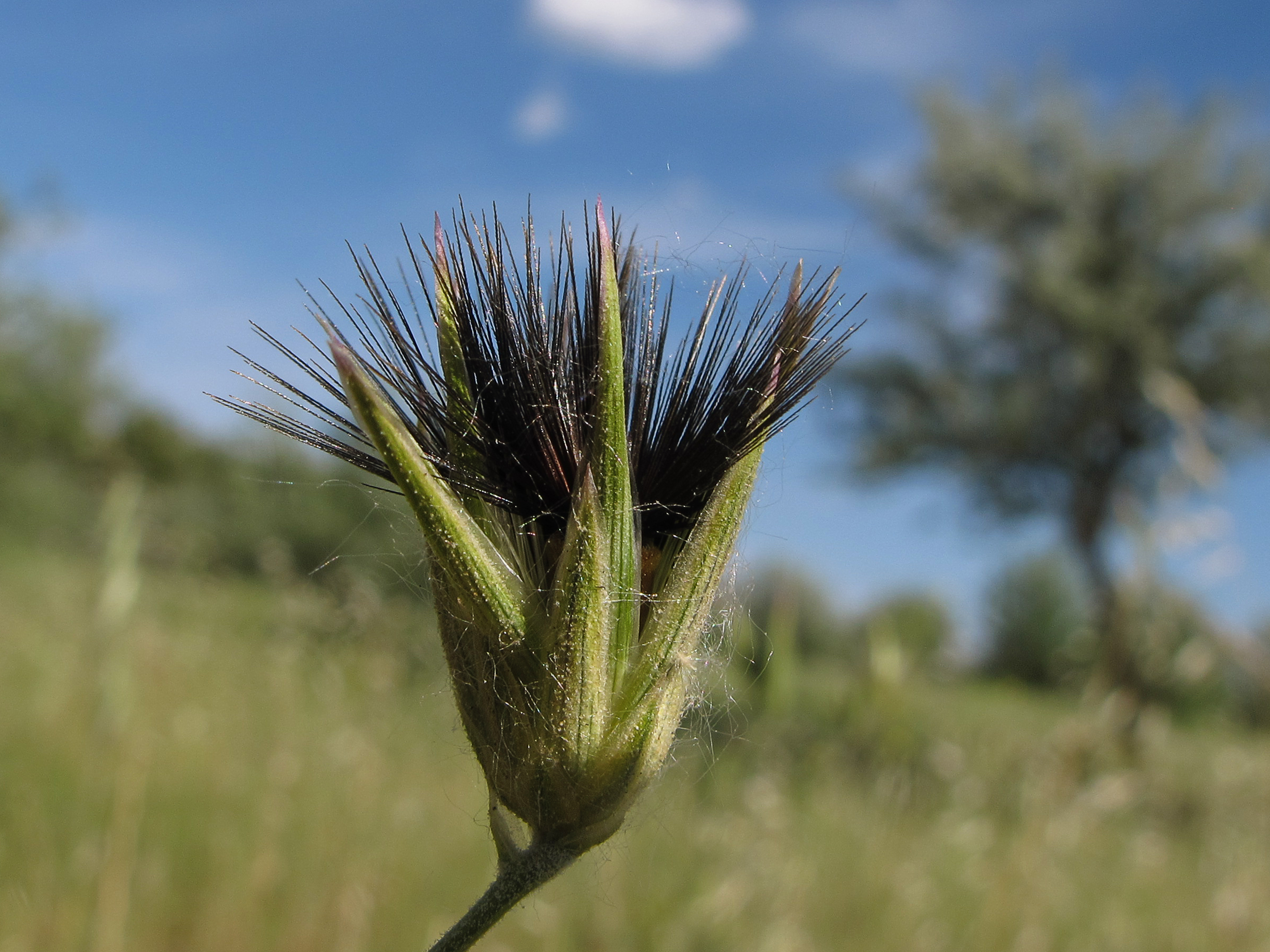
L'achenio
Crupina vulgaris

Le specie di questo genere sono piante erbacee annuali, prive di spine. L'altezza massima è di 20 – 100 cm.
Le foglie lungo il caule sono disposte in modo alterno, hanno una lamina di tipo pennatosetto con bordi dentati. La forma può essere da lineare a oblunga molto stretta. La superficie è provvista di peli ramificati. Le foglie distali sono ridotte a sottili brattee.
Le infiorescenze si compongono di capolini eterogami singoli o raggruppati. I capolini sono formati da un involucro a forma da cilindrica a ovoidale composto da brattee (o squame) all'interno del quale un ricettacolo fa da base ai fiori tutti tubulosi. Le brattee dell'involucro, disposte su più serie (da 4 a 6) in modo embricato, sono senza spine con forme oblungo-lanceolate e mucronate. Il ricettacolo normalmente è piatto senza palee; sono presenti delle squame subulate.
I fiori sono tutti del tipo tubuloso. I fiori sono tetra-ciclici (ossia sono presenti 4 verticilli: calice – corolla – androceo – gineceo) e pentameri (ogni verticillo ha 5 elementi). I fiori in genere sono ermafroditi e actinomorfi. Sono presenti da 2 a 14 fiori tubolosi periferici radiati (zigomorfi) e sterili; quelli interni (1 - 2) sono fertili.
- Formula fiorale:

- /x K {\displaystyle \infty }, [C (5), A (5)], G 2 (infero), achenio

- Calice: i sepali del calice sono ridotti ad una coroncina di squame.
- Corolla: la corolla, pelosa e più o meno bilabiata, in genere è colorata di rosa-porpora.
- Androceo: gli stami sono 5 con filamenti liberi, glabri e papillosi, mentre le antere, con appendici corte e strettamente triangolari, sono saldate in un manicotto (o tubo) circondante lo stilo.[10]
- Gineceo: lo stilo è filiforme; gli stigmi dello stilo sono due divergenti. L'ovario è infero uniloculare formato da 2 carpelli.

Il frutto è un achenio con pappo. Gli acheni, con forme cilindriche o solo basalmente compressi, sono sparsamente sericei e colorati di marrone scuro o nerastro. Il pericarpo dell'achenio è sclerificato; alla sommità l'achenio è provvisto di una piastra dritta. Il pappo (persistente e presente solamente sui fiori fertili) è inserito in un anello parenchimatico sulla piastra apicale e in genere è formato da due anelli di setole: quelle esterne sono scure; quelle interne sono scagliose (5 - 10 scaglie corte è lacerato-dentate).

## Biologia
- Impollinazione: l'impollinazione avviene tramite insetti (impollinazione entomogama).
- Riproduzione: la fecondazione avviene fondamentalmente tramite l'impollinazione dei fiori (vedi sopra).
- Dispersione: i semi cadendo a terra (dopo essere stati trasportati per alcuni metri dal vento per merito del pappo – disseminazione anemocora) sono successivamente dispersi soprattutto da insetti tipo formiche (disseminazione mirmecoria).

## Distribuzione
Le specie di questo genere si trovano dall'Europa mediterranea fino all'Asia centrale (Cina occidentale).

## Tassonomia
La famiglia di appartenenza di questa voce (Asteraceae o Compositae, nomen conservandum) probabilmente originaria del Sud America, è la più numerosa del mondo vegetale, comprende oltre 23.000 specie distribuite su 1.535 generi, oppure 22.750 specie e 1.530 generi secondo altre fonti (una delle checklist più aggiornata elenca fino a 1.679 generi). La famiglia attualmente (2021) è divisa in 16 sottofamiglie.
La tribù Cardueae a sua volta è suddivisa in 12 sottotribù (la sottotribù Centaureinae è una di queste).

### Filogenesi
La classificazione della sottotribù Centaureinae rimane ancora problematica e piena di incertezze. Nell'ambito della sottotribù questo genere fa parte del gruppo tassonomico informale denominato "Plectocephalus Group". Il gruppo, composto dai generi  Cheirolophus Cass., Crupina (Pers.) DC., Phalacrachena Iljin, Plectocephalus D. Don, Rhaponticoides Vaill., Schischkinia Iljin e Stizolophus Cass., è posizionato, da un punto di vista filogenetico, nella zona centrale delle Centaureinae e, in base alle attuali conoscenze, non si tratta di un clade monofiletico.  Il genere di questa voce, secondo le ultime ricerche,  è vicino al genere Psephellus. In precedenti studi il gruppo "Plectocephalus" (chiamato con un nome diverso: "Basal Grade" o "Basal Genera") occupava una posizione più "basale".
Il genere Crupina differisce dal genere Centaurea per i fiori esterni sterili o femminili, per le brattee involucrali prive di appendice, per i ricettacoli squamosi (e non ispidi), per la struttura dell'achenio (pubescente e quelli esterni privi di pappo), per i particolari tricomi e la singolare morfologia del polline. Inoltre il numero cromosomico di base è elevato (fino a 2n =  58). Altri caratteri distintivi sono (almeno per le specie della flora italiana):
- le piante sono annuali con scapi non spinosi e non alati;
- le foglie lungo il caule sono disposte in modo alterno e sono prive di spine;
- le infiorescenze in genere sono di tipo corimboso lasso.

Il numero cromosomico delle specie di questo genere è: 2n = 28, 30 e 58.

### Elenco delle specie
Il genere comprende le seguenti 3 specie:
- Crupina crupinastrum (Moris) Vis., 1847 - Distribuzione: Mediterraneo
- Crupina intermedia  (Cariot) Walp., 1849 - Distribuzione: Italia, Magreb, Anatolia, Transcaucasia, Iraq e Iran
- Crupina vulgaris  Pers. ex Cass.,  - Distribuzione: dall'Europa mediterranea fino all'Asia centrale (Cina occidentale).

### Specie della flora spontanea italiana
Tutte e tre le specie, del gruppo di questa voce, sono presenti nella flora spontanea italiana.
- Cuprina vulgaris Pers ex Cass. - Cuprina comune: i capolini contengono da 3 a 5 fiori i cui peli del tubo corollino sono piumosi; l'ilo dell'achenio è in posizione centrale e tondeggiante; la serie interna del pappo è formata da 10 scaglie. L'altezza massima della pianta è di 1 - 3 dm; il ciclo biologico è annuo; la forma biologica è terofita scaposa (T scap); il tipo corologico è "Sud Siberiano / Euri-Mediterraneo (Steppico)"; l'habitat tipico sono le garighe, i prati aridi e i pascoli; in Italia è una specie comune su tutto il territorio (esclusa la Sicilia) fino ad una quota di 1.100 m s.l.m..
- Cuprina cuprinastrum (Moris) Vis. - Cuprina mediterranea: i capolini contengono da 8 a 15 fiori i cui peli del tubo corollino sono lisci; l'ilo dell'achenio (schiacciato) è lineare; la serie interna del pappo è formata da 5 - 9 scaglie. L'altezza massima della pianta è di 3 - 5 dm; il ciclo biologico è annuo; la forma biologica è terofita scaposa (T scap); il tipo corologico è "Steno-Mediterraneo"; l'habitat tipico sono le garighe e i pascoli aridi; in Italia è una specie comune dal Centro al Sud fino ad una quota di 1.500 m s.l.m..
- Cuprina intermedia (Mutel) Walp. - Cuprina intermedia: i capolini contengono da 8 a 15 fiori i cui peli del tubo corollino sono lisci; l'ilo dell'achenio (cilindrico) è ellittico; la serie interna del pappo è formata da 5 - 9 scaglie. L'altezza massima della pianta è di 4 - 10 dm; il ciclo biologico è perenne; la forma biologica è emicriptofita scaposa (H scap); il tipo corologico è "Sud Steno-Mediterraneo"; l'habitat tipico sono gli incolti e i prati aridi; in Italia è una specie rara e si trova in Calabria fino ad una quota di 1.000 m s.l.m..